# Wientian
Wientian (laot. ວຽງຈັນ /ʋíəŋ tɕàn/, fr. Vientiane) – stolica Laosu, położona nad rzeką Mekong, w środkowo-zachodniej części kraju, tuż przy granicy z Tajlandią.
Terytorium miasta obejmuje 5 dzielnic, wchodzących w skład prefektury Wientian: Chantabuly, Sikhottabong, Xaysetha, Sisattanak i Hadxaifong. Istnieje też prowincja Wientian, która do 1989 tworzyła wraz z prefekturą Wientian jeden region administracyjny.

## Toponimia
Laotańskie słowo ວຽງ /ʋíəŋ/ oznacza „miasto otoczone murami”; ຈັນ /tɕàn/ – „drewno sandałowe” bądź „księżyc” . Indyjska nazwa najstarszego znanego organizmu politycznego na terenie dzisiejszego Wientianu brzmiała Chandapuri, czyli „Miasto Drewna Sandałowego”. Tak też najczęściej tłumaczy się dzisiaj znaczenie nazwy miasta.

## Klimat
Według klasyfikacji Köppena-Geigera w Wientianie panuje klimat tropikalny (Aw). Opady deszczu w zimie są o wiele mniej obfite niż w lecie. Najcieplejszymi miesiącami są czerwiec i lipiec z temperaturą średnią 27,4 °C, a najzimniejszym styczeń 20,9 °C
| Miesiąc                          | Sty  | Lut  | Mar  | Kwi  | Maj  | Cze  | Lip  | Sie  | Wrz  | Paź  | Lis  | Gru  |
| -------------------------------- | ---- | ---- | ---- | ---- | ---- | ---- | ---- | ---- | ---- | ---- | ---- | ---- |
| Średnie temperatury w dzień [°C] | 27,9 | 30,1 | 32,6 | 33,7 | 32,1 | 31,2 | 30,5 | 30,3 | 30,4 | 30,4 | 29,6 | 27,9 |
| Średnie temperatury w nocy [°C]  | 13,8 | 16,6 | 19,5 | 22,1 | 23,2 | 23,7 | 23,7 | 23,6 | 23,3 | 21,4 | 18,3 | 14,5 |
| Opady [mm]                       | 6    | 16   | 32   | 83   | 234  | 261  | 251  | 337  | 305  | 83   | 11   | 3    |
| Źródło: 2014-05-09               |      |      |      |      |      |      |      |      |      |      |      |      |

## Historia
Najstarsze znaleziska archeologiczne z terenu Wientianu pochodzą z IX wieku. Są to wizerunki Buddy i inskrypcje związane z kulturą Monów, których państwo (Dvaravati) istniało w tym czasie na terenie środkowej Tajlandii. Ówcześni mieszkańcy obszaru dzisiejszego Wientianu nie byli prawdopodobnie Monami, ale należeli do innego ludu posługującego się językiem z grupy austroazjatyckiej. Wpływ Monów na miejscową kulturę trwał do co najmniej XI wieku, o czym świadczą pochodzące z 1006 roku inskrypcje na wyrzeźbionych w skale wizerunkach Buddy w Vang Sang, ok. 70 km na północ od Wientianu.
Pod koniec XII w. region dzisiejszego Wientianu stał się częścią Imperium Khmerów. Zlokalizowane w jego pobliżu garnizonowe miasto Xai Fong stanowiło khmerskie centrum administracyjne dla terenów położonych w środkowej części zlewiska Mekongu. W tym okresie na omawiany tu obszar zaczęła napływać ludność posługująca się językami tajskimi – przodkowie dzisiejszych Laotańczyków, Tajów i Szanów. W połowie XIII w. Khmerowie utracili władzę nad tym regionem, a ich miejsce zajęło laotańskie księstwo (laot. meuang) Vieng Chan Vieng Kham, które w 1354 r. stało się częścią pierwszego laotańskiego królestwa – Lan Xang. Księstwo miało dwie stolice – Vieng Chan i Vieng Kham. Pierwsza z nich to dzisiejszy Wientian.
Wraz z przesuwaniem się zasięgu laotańskiego osadnictwa na południe położenie Wientianu przyjmowało coraz bardziej centralny charakter wśród pozostałych ziem. Fakt ten, wraz z lepszymi warunkami obronnymi w porównaniu z dotychczasową stolicą państwa – położonym bardziej na północy Luang Prabang – zdecydował o jej przeniesieniu w 1560 r. przez króla Setthathiratha do Vieng Chan. Przeniesieniu stolicy towarzyszyła rozbudowa miasta – wybudowano między innymi pałac królewski oraz szereg ważnych obiektów sakralnych, w tym pagodę Wat That Luang (zlokalizowaną w owym czasie ok. 1,5 km poza obrębem miasta) oraz Wat Phra Keo (świątynię, w której umieszczono przeniesiony z Luang Prabang posąg Szmaragdowego Buddy). W XVII w. miasto przeżywało rozkwit – według relacji docierających tam europejskich podróżników było jednym z najwspanialszych i najbogatszych miast Azji Południowo-Wschodniej.
Po rozpadzie Lan Xang w 1707 roku Wientian został niezależnym królestwem. W 1778 r. miasto zostało zdobyte przez wojska Syjamu, stając się lennem tego kraju. Syjamczycy wywieźli wtedy z Wientianu dwa święte wizerunki Buddy: Szmaragdowego Buddę oraz posąg Buddy Phrabang. Po nieudanym powstaniu pod wodzą króla Anouvonga, miasto zostało całkowicie zniszczone przez armię syjamską w 1827 roku (ocalały jedynie pagody Wat That Luang i Wat Sisaket) i wraz z całym państwem popadło w zależność od Syjamu, do którego deportowano też całą ludność Wientianu. Miejsce, gdzie niegdyś było miasto zaczęła porastać dżungla. W 1873 r. chińscy maruderzy zniszczyli Wat That Luang w nadziei znalezienia skarbów ukrytych wewnątrz stupy. W 1893 roku Wientian został zajęty przez Francuzów, a od 1899 stał się stolicą francuskiego protektoratu Laosu. Francuzi nadali mu nazwę Vientiane. Wientian został przez nowe władze odbudowany we francuskim stylu kolonialnym – wytyczono przecinające się pod kątem prostym ulice obsadzone drzewami, wybudowano budynki administracji i koszary oraz wille dla starszych rangą urzędników. Odbudowano też ważne obiekty religijne, w tym Wat That Luang i Wat Phra Keo. Francuzi zachęcali Chińczyków do osiedlania się w dzielnicy handlowej. Napłynęła też wraz z nimi do miasta duża liczba Wietnamczyków zajmujących niższe stanowiska urzędnicze – nadało to Wientianowi charakter wietnamski w o wiele większym stopniu niż laotański czy francuski.
Miasto nie ucierpiało podczas japońskiej okupacji ani na skutek walk pomiędzy nacjonalistami a rojalistami, jakie wybuchły po wycofaniu się Japończyków w 1945 roku. W 1946 r. Wientian został ponownie zajęty przez Francuzów. Po uzyskaniu przez Laos niepodległości w październiku 1953 r. Wientian został administracyjną stolicą Królestwa Laosu. W mieście wybudowano pałac królewski na potrzeby oficjalnych uroczystości, budynek Zgromadzenia Narodowego oraz inne budynki rządowe, utworzono m.in. Bibliotekę Narodową Laosu. Siedzibą głowy państwa, czyli formalną stolicą pozostawało Luang Prabang, gdzie rezydował król. Po obaleniu monarchii przez Pathet Lao w grudniu 1975 roku Wientian stał się stolicą Laotańskiej Republiki Ludowo-Demokratycznej.

## Zabytki
- Brama Patuxai
- Wat That Luang
- Wat Phra Keo
- Wat Sisaket

## Transport
Przez Wientian przebiega droga krajowa nr 13 przebiegająca z północy na południe przez cały kraj i łącząca granicę z Chinami z granicą z Kambodżą.
Kilkanaście kilometrów od Wientianu w dół Mekongu wybudowano w 1994 roku Most Przyjaźni Tajsko-Laotańskiej. Jest on obecnie głównym drogowym przejściem granicznym między tymi dwoma krajami. 5 marca 2009 r. otwarto pierwszą w Laosie linię kolejową łączącą położone ok. 10 km od Wientianu Thanaleng z położonym po tajlandzkiej stronie Mostu Przyjaźni miastem Nong Khai. Z Nong Khai odjeżdżają pociągi do Bangkoku .
Łączność ze światem i ważniejszymi miastami kraju zapewnia Wientianowi port lotniczy Wattay.
W obrębie miasta działa publiczna komunikacja autobusowa. Duża rolę odgrywa nadal transport prywatny – taksówki i pojazdy pasażerskie napędzane przez silniki motocyklowe (tuk-tuki).